# Juan Bautista Alvarado
Juan Bautista Alvarado (Monterey, Califòrnia, 14 de febrer de 1809 - San Pablo, Califòrnia, 13 de juliol de 1882) fou dues vegades governador de l'Alta Califòrnia, de 1836 a 1837, i de 1838 a 1842.
Durant el període de domini mexicà, fou una de les personalitats majors de la Califòrnia.

## Biografia
Era nascut a Monterey el 1809. El seu avi s'hi havia allistat a l'exèrcit espanyol l'any 1769. El seu pare va morir alguns mesos després del seu naixement, i la seva mare es va casar altre cop tres anys després.
Va dirigir l'aixecament de 1836 contra Mèxic, però va conservar la seva plaça després d'haver fet la pau amb les autoritats mexicanes. Va participar activament a la revolució de 1844-1845 que va permetre als Estats Units d'apoderar-se de Califòrnia.
La seva casa al peu del carrer Alvarado a Monterey ha estat conservada en tant que monument històric. Existeix també un carrer Alvarado a San Francisco en el seu honor.